# Federació Asiàtica de Karate
La Federació Asiàtica de Karate (FAK) (en anglès: Asian Karatedo Federation, AKF) és una federació esportiva de karate d'Àsia fundada el 1973 i que actualment compte amb 40 països. La FAK és una organització sense ànim de lucre i realitza les seves activitats sobre una base d'aficionats en el compliment dels principis enunciats a la Carta Olímpica, degudament reconeguda per la Federació Mundial de Karate, el major organisme internacional que regeix l'esport del karate amb 183 països membres. El president de la FAK és Kuang-Houei Chang, de la Xina-Taipei i Bill Mok de Hong Kong, Xina serveix com el secretari general.

## Història
Fins al 1992 el nom de la federació fou Asian Pacific Union of Karatedo Organizations (APUKO) i de 1992 fins al 1999 Asian Union of Karatedo Organizations (AUKO) per finalment de 1999 fins al dia d'avui ser la FAK.